# Pierre Le Bret de Flacourt

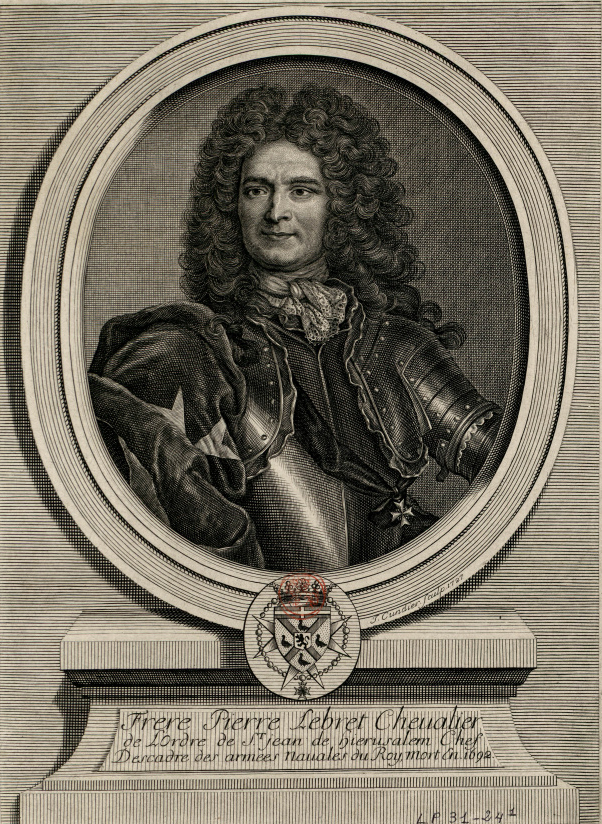
Pierre Lebret de Flacourt, chef d'escadre des armées navale du Roi

Pierre Le Bret de Flacourt, auch „Chevalier de Flacourt“ genannt († 19. August 1692), war ein Offizier der französischen Marine und Aristokrat des 17. Jahrhunderts. 1669 war er am Entsatz der von den Osmanen belagerten Stadt Candia auf Kreta beteiligt und diente im Holländischen Krieg sowie im Pfälzischen Erbfolgekrieg. Er erreichte den Dienstgrad eines Chef d’escadre (Konteradmiral).

## Biographie

### Herkunft und frühe Jahre
Pierre Le Bret de Flacourt entstammte der Familie Le Bret, einer wohlhabenden Adelsfamilie aus dem Vexin. Die Le Brets erwarben im frühen 17. Jahrhundert die Herrschaft Flacourt (heute im Département Yvelines). Er war der Enkel von Cardin Le Bret, Premierpräsident des „Parlement de Provence“ (königlicher Gerichtshofs in Aix-en-Provence) und Freund von Kardinal Richelieu, der für seine Theorien zum Absolutismus bekannt wurde.

### Militärische Laufbahn

#### Anfänge im Johanniterorden und in der königlichen Marine
Pierre Le Bret de Flacourt wurde am 6. August 1662 in den Orden des Heiligen Johannes von Jerusalem aufgenommen, zog es jedoch vor, der französischen Marine beizutreten und wurde 1666 zum lieutenant de vaisseau (Leutnant zur See) und 1669 zum Adjutanten des Grand-maître de la navigation (deutsch: Großmeister der Navigation) François de Vendôme, Herzog von Beaufort, ernannt. Unter seinem Kommando diente er bei der Belagerung von Candia, bei der sein Vorgesetzter am 25. Juni 1669 bei einem Angriff getötet wurde. Da sein Leichnam auf dem Schlachtfeld nicht gefunden wurde, was im 17. und 18. Jahrhundert zu zahlreichen Legenden führte, wurde Bret de Flacourt während eines Waffenstillstands zu den Osmanen geschickt, um zu erfragen, ob der Admiral unter ihren Gefangenen sei oder ob seine sterblichen Überreste gefunden worden seien. Er kehrte ohne Antwort von dieser Mission zurück. Laut dem Historiker Michel Vergé-Franceschi reichte dies aus, um ihn zu einem der Verantwortlichen für das „Verschwinden“ des Herzogs von Beaufort zu machen.

#### Holländischer Krieg
1671 wurde er zum Fregattenkapitän und im selben Jahr schließlich zum capitaine de vaisseau (Kapitän zur See) befördert. Den Dienstgrad bekleidete er zu Beginn des Holländischen Krieges. Am 7. Juni 1672 nahm er als Teil der französisch-englischen Flotte unter dem Kommando des Herzogs von York und Vizeadmiral d’Estrées an der Seeschlacht in der Solebay teil. Bei dieser Gelegenheit kommandierte er Le Galant (46 Kanonen) in der Vorhut.
1673 wechselte er auf Le Duc. Mit diesem Schiff nahm er an der ersten Seeschlacht von Schooneveld am 7. Juni 1673, an der Zweiten Seeschlacht von Schooneveld und an der Seeschlacht vor Texel teil. Pierre Le Bret de Flacourt war somit Teilnehmer an allen Seeschlachten des Englisch-Niederländischen Krieges der Teil des Holländischen Krieges war.
1676 wurde er Kommandant der Trident, die er während des Sizilienfeldzugs bei der Seeschlacht bei Augusta befehligte.
Am 3. Oktober 1677 übernahm er L’Hercule (52 Kanonen) as Kommandant und war mit diesem Schiff in der Karibik, so etwa bei der (2.) Seeschlacht vor Tobago, in der die französischen Marine einen Sieg gegen die Niederlande erringen konnte.
1679 hielt er sich in Paris auf und sollte die Joli in Rochefort übernehmen. Aus nicht geklärten Gründen reiste Bret de Flacourt allerdings nicht nach Rochefort ab, sodass Minister Colbert schließlich ungeduldig wurde und ihn im März seines Kommandos wieder enthob. Ohne weitere Konsequenzen übertrug der König ihm in der Folge das Kommando über die Tempête. Gleichzeitig mit der Übergabe des Auftrags an ihn erließ der Minister dem Intendanten von Rochefort den Befehl, ihn abzusetzen, falls er nicht unverzüglich abreiste. Dazu kam es allerdings nicht, da Bret de Flacourt diesmal das Kommando rechtzeitig übernahm.
Von Januar bis Oktober 1684 war er Kommandant der Marine in Rochefort, später in diesem Jahr kommandierte er die L’Arc en Ciel (44 Kanonen). 1685 wurde er von Ludwig XIV. als Teil der Gesandtschaft, die Alexandre de Chaumont und dem Grafen Claude de Forbin anvertraut war, an den Hof von Siam entsandt. Nach seiner Rückkehr wurde er 1688 oder 1690 zum Chef d’escadre der Provinz Languedoc befördert. Aus einem Brief der Marquise de Sévigné vom 13. August 1689 geht hervor, dass er im August 1689 für die Lagerhäuser im Hafen von Lorient verantwortlich war.

#### Pfälzischer Erbfolgekrieg
Flacourt kehrte mit Ausbruch des Pfälzischen Erbfolgekrieges zur aktiven Seefahrt zurück. Als im Frühjahr 1690 der Marquis d’Amfreville, beauftragt wurde, ein drittes Kontingent an Truppen, Munition und Geld nach Irland zu schicken, um Jakob II. von England zu unterstützen, befehligte Le Bret de Flacourt die Nachhut. Die Flotte bestand aus 36 Linienschiffen, vier Brandern und fünf Fleuten. Sie kehrte am 4. Mai mit 5.000 irischen Soldaten, die in französische Dienste übergelaufen waren, nach Brest zurück.
Im Sommer 1690 kommandierte er das 80-Kanonen-Linienschiff Le Triomphant in der französischen Flotte in Brest unter dem Kommando von Tourville und Châteaurenault. Mit diesem Schiff nahm er am 30. Juni 1690 an der Seeschlacht von Beachy Head teil. Am 12. März 1691 verließ er Toulon an der Spitze einer Flotte von fünf Schiffen und zwei Brandern, um die Seestreitkräfte im Kanal zu verstärken. Unterwegs kaperte er nach erbitterten Gefechten zwei niederländische Schiffe mit einer Ladung von fast zwei Millionen Pfund. Im selben Jahr nahm er zwischen Juni und August unter dem Kommando von Tourville an der sogenannten Campagne du Large (deutsch etwa: „Große Kampagne“) teil, in der es dem französischen Vizeadmiral gelang, die britische Flotte von 84 Schiffen unter Admiral Russell fünfzig Tage lang aufzuhalten. Flacourt kommandierte dabei die mit 84 Kanonen bewaffnete Le Magnanime.
Der Großteil der französischen Flotte war damals in bretonischen und normannischen Häfen stationiert. Im Oktober 1691 kehrte ein Geschwader von dreizehn Schiffen unter Flacourts Kommando ins Mittelmeer zurück, um dort der spanischen Flotte entgegenzutreten.
Flacourt starb ein Jahr später, am 19. August 1692.